# 老香齋
老香齋，是上海市的老字號食品企業。老香齋的歷史開始於清朝咸豐年間的1851年，由福建泉州人士創建。民國時期，老香齋搬遷至上海天目路，成為上海代表性的特色茶點之一。代表产品有千层酥、鸡仔饼、蝴蝶酥、杏仁酥。現總部和工廠位於寶山區，2024年被列入中華老字號。